# Onvergankelijkheid

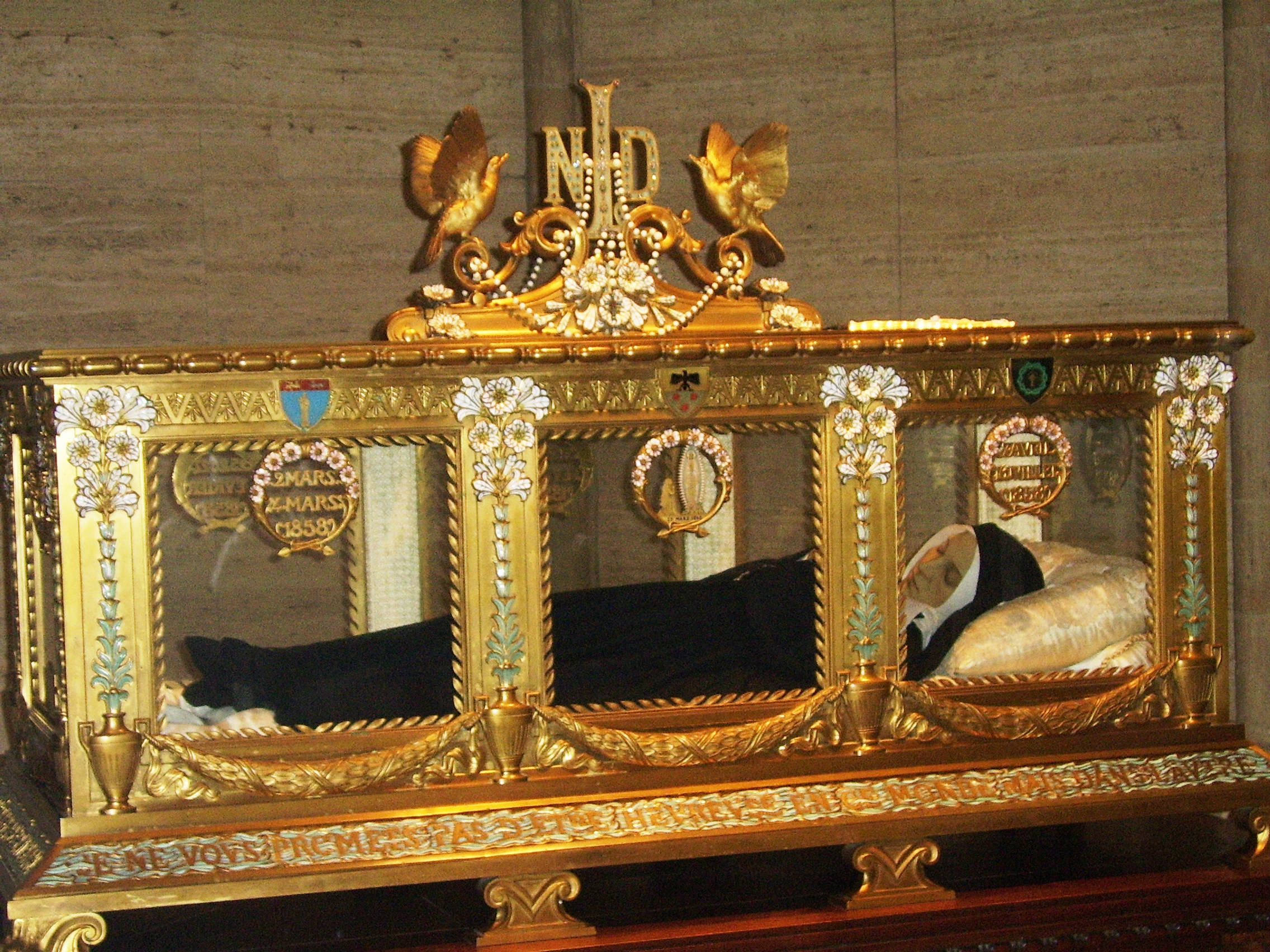
Reliekschrijn met het lichaam van Sint Bernadette (gezicht afgedekt met masker van was).

Onvergankelijkheid is een begrip dat in de Rooms-Katholieke Kerk en de Oosters-orthodoxe kerken wordt gebruikt wanneer een menselijk lichaam na overlijden jarenlang uitzonderlijk goed bewaard blijft, en dit niet verklaard kan worden door externe omstandigheden of menselijk ingrijpen. Onvergankelijkheid wordt gezien als een teken van goddelijke uitverkoring en speelde een rol bij zalig- en heiligverklaringen.
In sommige stromingen binnen het boeddhisme wordt onvergankelijkheid van een lichaam gezien als een teken van verlichting. In het boeddhisme worden er echter bewust stappen ondernomen - soms al voor het overlijden - om de kans te vergroten dat het lichaam niet zal vergaan.

## Onvergankelijkheid en natuurlijke of kunstmatige conservering
De Rooms-Katholieke en Oosters-orthodoxe kerken spreken van onvergankelijkheid wanneer het stoffelijk overschot van een mens opvallend goed bewaard is gebleven, zonder dat daar een duidelijke verklaring voor is. Het gaat dan meestal om het lichaam van een (potentiële) heilige of zalige.
Opzettelijke conservering van menselijke lichamen bestaat sinds ca. 3000 VC. De Egyptische traditie om overledenen te mummificeren is algemeen bekend maar ook bij de Inca's en in Tibet werden lichamen gemummificeerd. In de loop van de geschiedenis werden meer technieken ontwikkeld om lichamen kortere of langere tijd tegen ontbinding te beschermen, zoals balseming, koken of conservering in alcohol, zout of honing.
Wereldwijd zijn ook gevallen bekend van lichamen die bij toeval geconserveerd zijn. Dit heeft te maken met externe omstandigheden zoals extreme droogte of kou (ijsmummies), de chemische samenstelling van de bodem of het grondwater (veenlijken), of natuurlijke radioactiviteit.
In het religieus perspectief is er sprake van onvergankelijkheid als kunstmatige of natuurlijke conservering zijn uit te sluiten. Ook hebben onvergankelijken een ‘natuurlijk frisse’ kleur en zijn hun ledematen beweeglijk. Onvergankelijkheid bestaat in de visie van Rooms-Katholieke en Oosters-orthodoxe kerken pas sinds de komst van het christendom.

## Onvergankelijke heiligen
De Rooms-Katholieke en de Oosters-orthodoxe kerk kennen tientallen onvergankelijke heiligen en zaligen van wie het lichaam na de dood uitzonderlijk goed bewaard is gebleven, zoals Agnes van Montepulciano, Angela Merici, Bernadette Soubirous, Catharina Labouré (Rooms-Katholiek) en Gerasimus van Kefalonia (Oosters-orthodox).
De verering van onvergankelijkheid door christelijke gelovigen ontstond in de middeleeuwen. Het werd gezien als een teken van goddelijke interventie en uitverkoring wanneer een lichaam niet verging. Er zijn veel beschrijvingen van het openen van het graf van een (potentiële) heilige waarbij het lichaam in zeer goede conditie werd aangetroffen, terwijl de kleding was vergaan. Ook zijn er meldingen van een aangename zoete geur (de zogenaamde geur van heiligheid) en bloed dat niet gestold is. Onvergankelijke lichamen of lichaamsdelen van heiligen worden met name in Europa als relieken bewaard en vereerd. In sommige gevallen, zoals bij de heilige Bernadette Soubirous, vond na verloop van tijd toch aantasting van het lichaam plaats en werd bijvoorbeeld het gezicht bedekt met een masker van was.

Bij het proces van heiligverklaring in de Rooms-Katholieke kerk werd onvergankelijkheid van het lichaam gerekend tot een van de vereiste wonderen. Paus Benedictus XIV legde vast dat alleen sprake was van wonderbaarlijke onvergankelijkheid als lichamen beweeglijk en ‘vers’ waren gebleven en vele jaren na overlijden zonder kunstmatige ingrepen nog steeds een natuurlijke kleur hadden. De Rooms-Katholieke kerk accepteert tegenwoordig onvergankelijkheid slechts bij hoge uitzondering als een van de wonderen die voor heiligverklaring vereist zijn. In de Oosters-orthodoxe kerk speelde onvergankelijkheid altijd al een minder belangrijke rol in de heiligverklaring. 

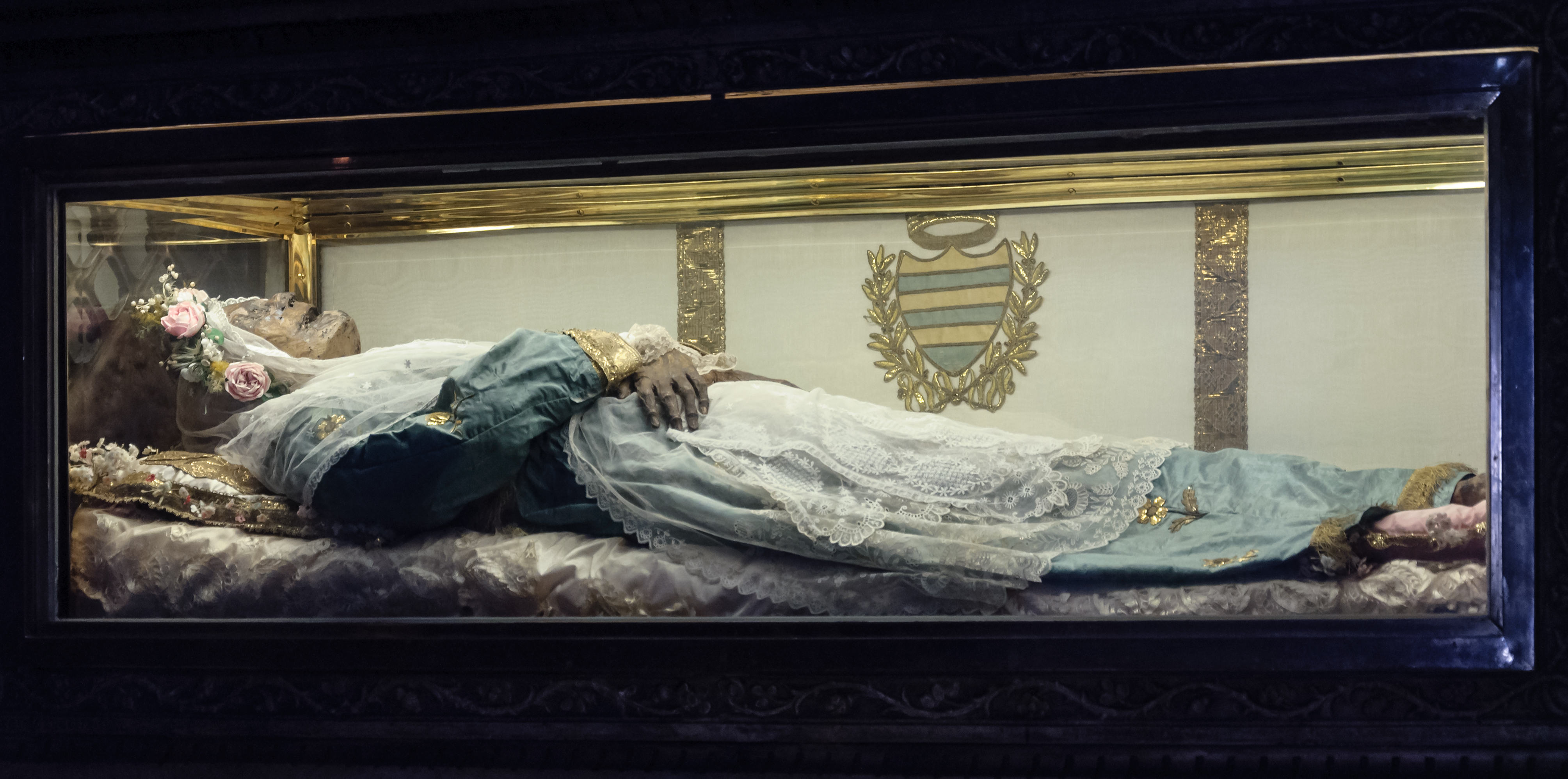
Reliekschrijn met het lichaam van Sint Zita
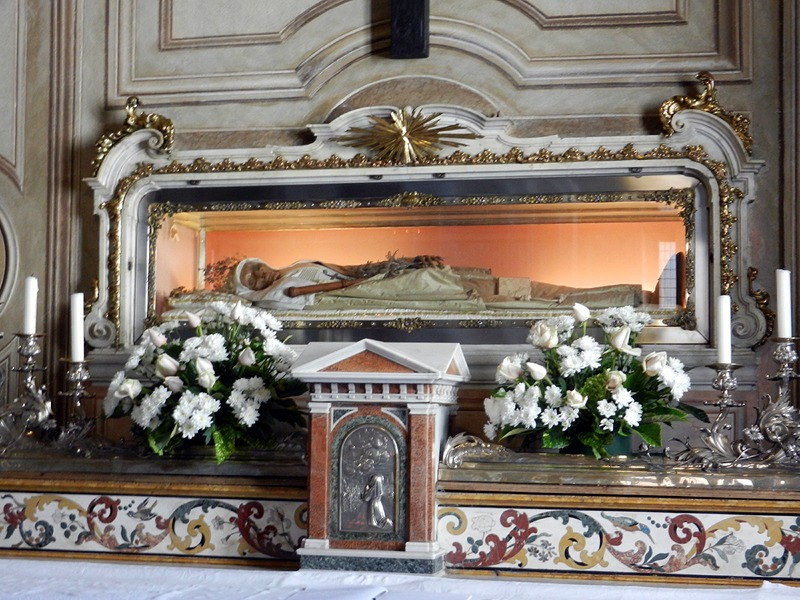
Sint Angela Merici

### Onderzoek
Wetenschappelijk onderzoek van de lichamen en lichaamsdelen van onvergankelijken is nog vrij zeldzaam. Eind 20e eeuw hebben wetenschappers op verzoek van het Vaticaan onderzoek gedaan naar de lichamen van een aantal onvergankelijke heiligen, met name heiligen die in kerken in Italië waren begraven. Bij onderzoek van het lichaam van de heilige Margaretha van Cortona werden grote sneden in armen, benen, buik en borst geconstateerd, een indicatie voor kunstmatige mummificatie. Ook was het lichaam behandeld met medicinale oliën. Later bleek uit bronnenonderzoek dat de plaatselijke bevolking in 1297 bij het overlijden van Margaretha van Cortona, die tijdens haar leven al werd vereerd, de kerk had gevraagd om haar lichaam te conserveren. Dit was in het vergeetboek geraakt.
Ook bij sommige andere onderzochte heiligen werden sporen van balseming, zalving of mummificatie gevonden. Soms kon de goede conservering verklaard worden uit natuurlijke omstandigheden, zoals een graf op een koele droge plek of in een alkalische bodem. Niet in alle gevallen werd echter een verklaring gevonden voor de relatief goede conditie van het lichaam.

## Boeddhisme

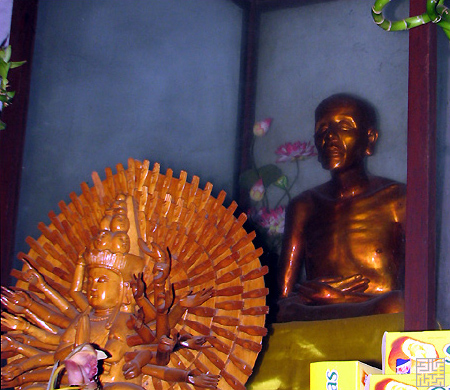
Vergulde mummie van boeddhistische monnik in de Phat Tich tempel in Vietnam

Ook het boeddhisme kent eeuwenoude goed bewaarde lichamen van monniken en nonnen die door gelovigen worden vereerd. In sommige stromingen van het boeddhisme gaat men ervan uit dat succesvolle mummificatie alleen mogelijk is als gevolg van discipline, meditatie en wijsheid tijdens het leven. Het is dus een indicatie van de mate van verlichting die de overledene in zijn of haar leven heeft bereikt. De gemummificeerde lichamen worden fraai gekleed, soms verguld of in Boeddhabeelden geplaatst, en in tempels tentoongesteld.
Van de 9e tot de 19e eeuw kozen de monniken van een boeddhistische stroming er soms voor om zichzelf al bij leven tot mummie te maken.In een proces van jaren verminderden de monniken door een zeer sober dieet hun lichaamsvet. Uiteindelijk droogden ze zichzelf ook uit. Vlak voor zijn dood werd een monnik in een kleine afgesloten ruimte geplaatst waar hij overleed. Als het lichaam later inderdaad gemummificeerd was, werd het mooi aangekleed in een tempel tentoongesteld. Deze praktijk kwam tussen de 9e en de 19e eeuw in Azië voor (met name in Japan waar het sokushinbutsu werd genoemd), maar is uiteindelijk verboden.